# Patricio Urrutia
Patricio Javier Urrutia Espinoza, o Urrutia (Ventanas, Los Ríos, 15 de outubro de 1978), é um ex-futebolista do Equador que atuava como volante.

## Títulos
Liga de Quito
- Campeonato Equatoriano de Futebol: 2003[1]
- Campeonato Equatoriano de Futebol: 2005 Apertura[1]
- Campeonato Equatoriano de Futebol: 2007[1]
- Copa Libertadores da América: 2008[1]
- Recopa Sul-Americana: 2009 e 2010[1]
- Campeonato Equatoriano de Futebol: 2010[1]

## Artilharias
Liga de Quito
- Copa Libertadores: 2006 (5 gols)